# Giovanni Sercambi

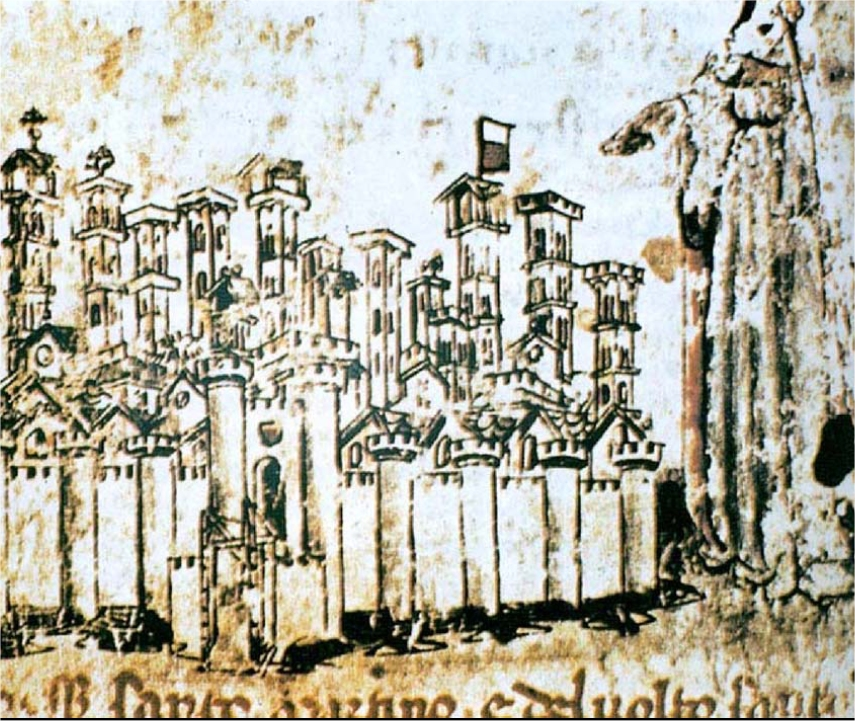
Lucca in der Chronik von Giovanni Sercambi, Staatsbibliothek Lucca, Ms. 107, f. 69r

Giovanni Sercambi (* 1348 in Lucca; † 1424 ebenda) war ein italienischer Schriftsteller und Staatsmann.
Sercambi wurde in Lucca geboren, war ein Anhänger der regierenden Guinigi -Familie und diente als Soldat und öffentlicher Beamter. Er ist vor allem wegen seines Werks „Novelle“ bekannt. Er verfasste auch die „Chronica delle cose di Lucca“, eine Geschichte seiner Stadt von 1164 bis 1423, und „Monito“, eine Abhandlung über die Herkunft.

## Werke
- Novelle. Romagnoli, Bologna 1968 (Nachdr. d. Ausg. Bologna 1871)
- Novelle. Nuovo testo critico con studio introduttivo e note. Edizione Le Lettere, Florenz 1995, ISBN 88-7166-231-8 (2 Bde.)
- Der Stapellauf. Eulenspiegel Verlag, Berlin 1980.